# Contea di Fayette (Illinois)
La contea di Fayette (in inglese Fayette County) è una contea dello Stato USA dell'Illinois. Il nome le è stato dato in onore al marchese de La Fayette, che aiutò il generale George Washington nella guerra d'indipendenza americana. Al censimento del 2000 la popolazione era di 21 802 abitanti. Il suo capoluogo è Vandalia.

## Geografia fisica
L'U.S. Census Bureau certifica che l'estensione della contea è di 1879 km², di cui 1856 km² composti da terra e i rimanenti 23 km² composti di acqua.

## Contee confinanti
- Contea di Shelby, Illinois - nord-est
- Contea di Effingham, Illinois - est
- Contea di Clay, Illinois - sud-est
- Contea di Marion, Illinois - sud
- Contea di Clinton, Illinois - sud-ovest
- Contea di Bond, Illinois - ovest
- Contea di Montgomery, Illinois - nord-ovest

## Storia
La Contea di Fayette venne costituita nel 1821, ed il suo territorio faceva parte originariamente delle contee di Bond, Clark e Crawford.

## Maggiori città
- Bingham
- Brownstown
- Farina
- Ramsey
- St. Elmo
- St. Peter
- Vandalia